# Téli Palota
A Téli Palota (oroszul Зимний дворец [Zimnyij dvorec]) Szentpétervárott található a Néva folyó partján. 1754 és 1762 között építette Bartolomeo Francesco Rastrelli (1700–1771) olasz építész. A palota görög kereszt alakú udvar köré szervezett, kétemeletes épület. Homlokzata tagolt, ún. nagyoszloprend az emeleteket átfogó párkányokkal. Rastelli a homlokzat színezésben és a formálásban enteriőr jellegű barokk stílust valósított meg. A külső felületek alapszíne zöld, és erre fehéren rajzolódnak rá a hangsúlyozni kívánt részletek, a gazdag aranyozással díszített tagozatok.
Az 1917-es októberi orosz forradalom kitöréséig a mindenkori uralkodó használta, 1917 júliusától novemberéig az Ideiglenes Kormány székhelye volt. 1918-ban az épület egy része, majd 1922-ben a teljes Téli Palota az Ermitázs múzeumé lett. Állandó kiállításai a világ minden részéről vonzzák a turistákat.
Az épület, vagyis az Ermitázs ma a világörökség része.

## Története
A svédekkel folytatott háború idején, a Péter-Pál erőd felépítésével párhuzamosan,  1703-ban kezdte építeni I. Péter cár. A Téli Palota és a Vezérkar félkör alakú épülete között található a Palota tér. A három emelet magas, hatalmas barokk épület egyik frontjával a Néva folyóra néz, homlokzatával pedig a Palota tér felé fordul. Az építkezés hatalmas pénzeket emésztett fel és bonyolult szerkezete óriási erőfeszítést követelt a munkásoktól. 4000 ember dolgozott Oroszország minden részéből az építkezésen, beleértve a legjobb szakembereket is, akiket felkértek a Téli Palota megalkotására. A kortársak leírták a szobák fényűző díszítését (több mint 460 van az épületben), mely vetekedett Európa legnagyobb uralkodóinak palotáival, hivalkodó barokk remekműveivel. A Téli Palota és az Ermitázs carrarai márvánnyal, gránittal, aranyozott bútorokkal, intarziás ajtókkal és mennyezettel, gobelinekkel, velencei csillárokkal díszített, de az építészek képtelenek voltak befejezni a munkát az eredeti tervek szerint, mert az új uralkodó, Nagy Katalin, az új építészeti divat csodálója, a neoklasszicizmus híve volt.
Nagy Katalin volt, aki megbízást adott a Kis és Nagy Ermitázs illetve az Ermitázs Színház építésére 1762-ben. Ő volt aki a művészetek nagy támogatójaként kezdte el a műkincsgyűjtést és szervezett először kiállítást a Palota termeiben.
A műveket eleinte a Téli Palota többi részétől elkülönített termekben, az úgynevezett remetelakban őrizte. Ennek volt francia elnevezése: Hermitage.
1917. november 7-én (helyi naptár szerint október 25-én) az Ideiglenes Kormány elutasította a Forradalmi Katonai Bizottság által kiadott ultimátumot, melynek következményeként a Néván horgonyzó Auróra cirkálóból leadott lövés jelére a forradalmárok elindultak a palota irányába és ostrom alá vették azt. A hiedelemmel ellentétben az Auróra sohasem vette tűz alá a Téli Palotát. A következő hajnalban, egynapi harc után sikerült elfoglalni a palotát, ahol letartóztatták az Ideiglenes Kormány tagjait.
Az épületben található kincseket a Népbiztosok Tanácsának rendelete alapján védelem alá helyezték.
Az első világháború idején a szinte a teljes gyűjteményt átszállították a Sándor Palotába, a mai Puskinovóba. Innen 1921-ben került vissza a teljes kiállítási anyag a Téli Palotába.
Ezt követően, a második világháború idején a város blokádja alatt a gyűjteményt evakuálták, újra elköltöztettek minden kiállítási darabot, ezúttal a kincseket Szverdlovszkba (ma: Jekatyerinburg) az Urál mögé szállították. A múzeum személyzete az éhezés és szigorú hideg ellenére próbálta megóvni az épület funkcióit, mindent megtettek, hogy az épület átvészelje a bombázásokat. Nagy kihívás volt ez az ostromlott városban, nehéz volt megvédeni a hatalmas épületeket és a fényűző belsőiket a hóval, széllel és esővel szemben.
1941–1945 között, a II. világháború során az épület súlyos károkat szenvedett, majd a háború után helyreállították.

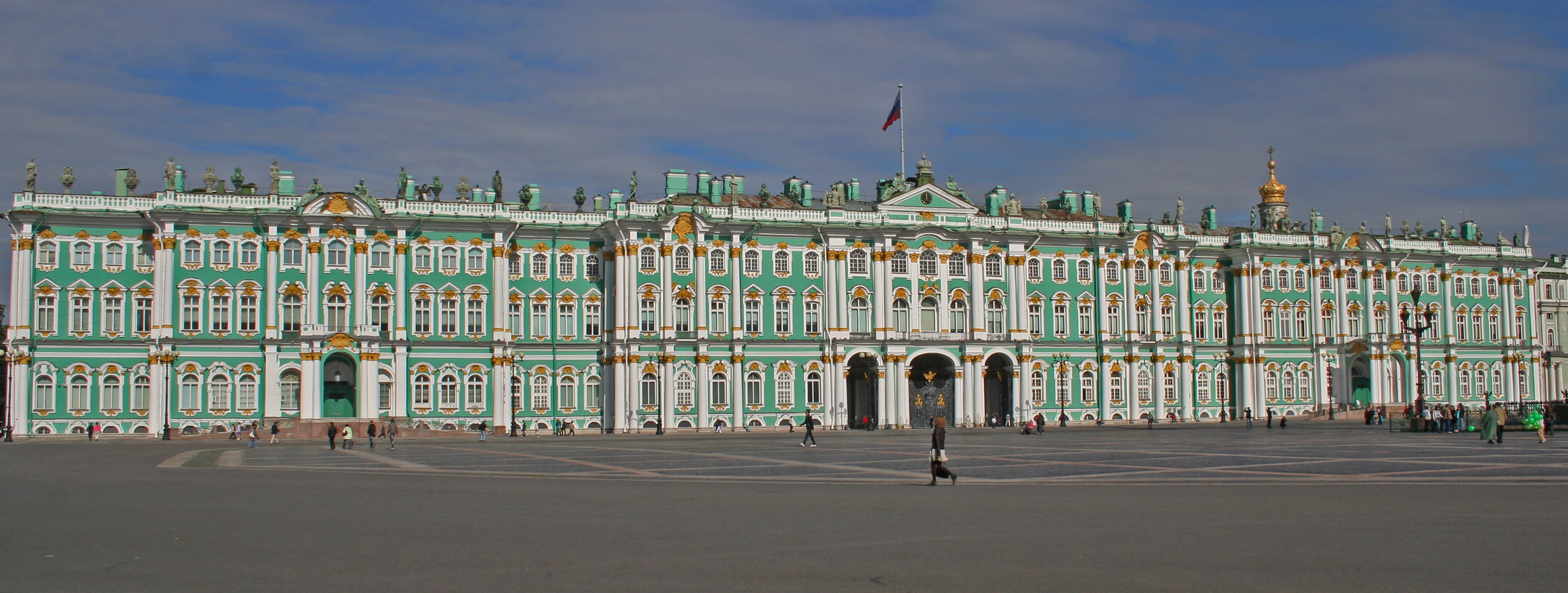
Az épület a Palota tér felől

## A múzeum
Az Ermitázs múzeum a Téli Palota épületét kapta meg, 1918-ban csupán egy részét, majd 1922-ben az egészet. A Téli Palota, azaz az Ermitázs épületében régebben csak a cárok festmény-, szobor- és gobelingyűjteményét állították ki, nem volt látogatható. Az Ermitázs Múzeum több mint 4 millió darabos gyűjteménnyel rendelkezik, ebből nagyon kevés látható az 535 termes Téli Palotában, a többség raktárakban pihen. A múzeumban megtalálhatók az olasz reneszánsz, a holland barokk és francia mesterek alkotásai. Megtekinthető a trónterem, a cári hintó, ókori szobrok, a felvilágosodás korából az európai festészet gyöngyszemei.
Közel 8000 nyugat-európai festmény díszíti a múzeum falait.
Az Ermitázs kincsei közé tartozik a világon egyedülálló szkíta fegyver- és ékszergyűjtemény, a világ egyetlen szászánida (Irán) ezüstgyűjteménye. A legértékesebb drágaköveket rejtő, sokszorosan őrzött Aranyszobát csak előre bejelentett csoportok látogathatják.
Különösen gazdag a képtár németalföldi és francia gyűjteménye, illetve az itáliai reneszánsz óta bekövetkezett legnagyobb művészeti váltások korából szinte minden megtalálható a romantikától és az impresszionizmustól a szecesszión át a dadaizmus, a kubizmus, a szürrealizmus által képviselt avantgárdig.
Néhány művész a sok ezer közül, akiknek alkotása megcsodálható az Ermitázsban:
Leonardo da Vinci, Michelangelo, Tiziano, Raffaello, Rembrandt, Rubens, El Greco, Édouard Manet, Claude Monet, Vincent van Gogh, Henri Matisse, Pablo Picasso.
A múzeumban jelenleg 365 helyiségben és falain közel 2,5 millió képzőművészeti alkotás található.
Az Ermitázs ma együttműködik az IBM-mel, hogy hozza létre az Ermitázs internetről elérhető digitális katalógusát. Az oldal ma már elérhető a www.hermitagemuseum.org néven.

### Érdekesség
- Aki a teljes kiállított gyűjtemény minden egyes darabját szeretné megtekinteni, 22 kilométert kell gyalogolnia az épületben.

## Magyar vonatkozások
Az oroszok az Ermitázs féltett kincsei között őrzött orosz udvari festő, Zichy Mihály akvarelljeinek párhuzamos kiállításával a nosztalgiájukat is érzékeltetik a cári birodalom iránt. Rendelkezésünkre bocsátották a múzeum három dísztermét – az Avanzált, az I. Miklós-termet és a koncerttermet –, ami kifejezi, milyen kiemelt jelentőséget tulajdonítanak a magyar kultúrának. Nem fér hozzá kétség, a három nemzet – a magyar, az osztrák és az orosz – képességei legjavát nyújtotta a „Bécs és Budapest Szentpétervárott 1870–1920” című tárlaton.

## Képek

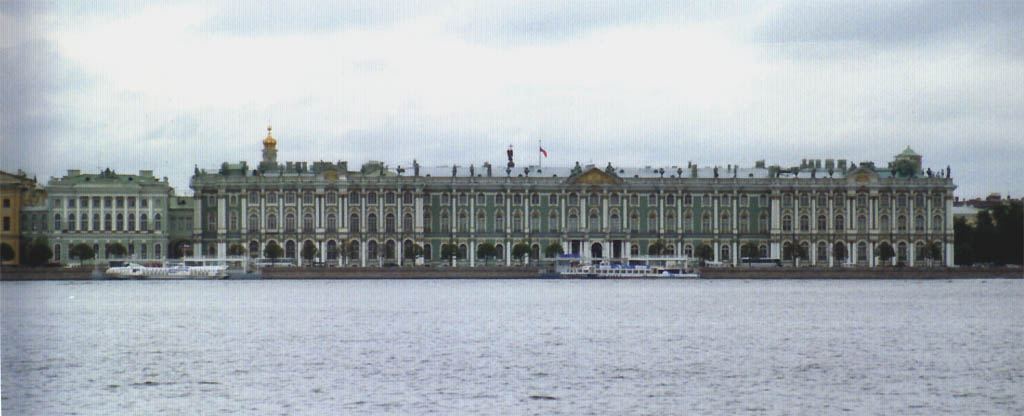
A Téli Palota a Néva felől
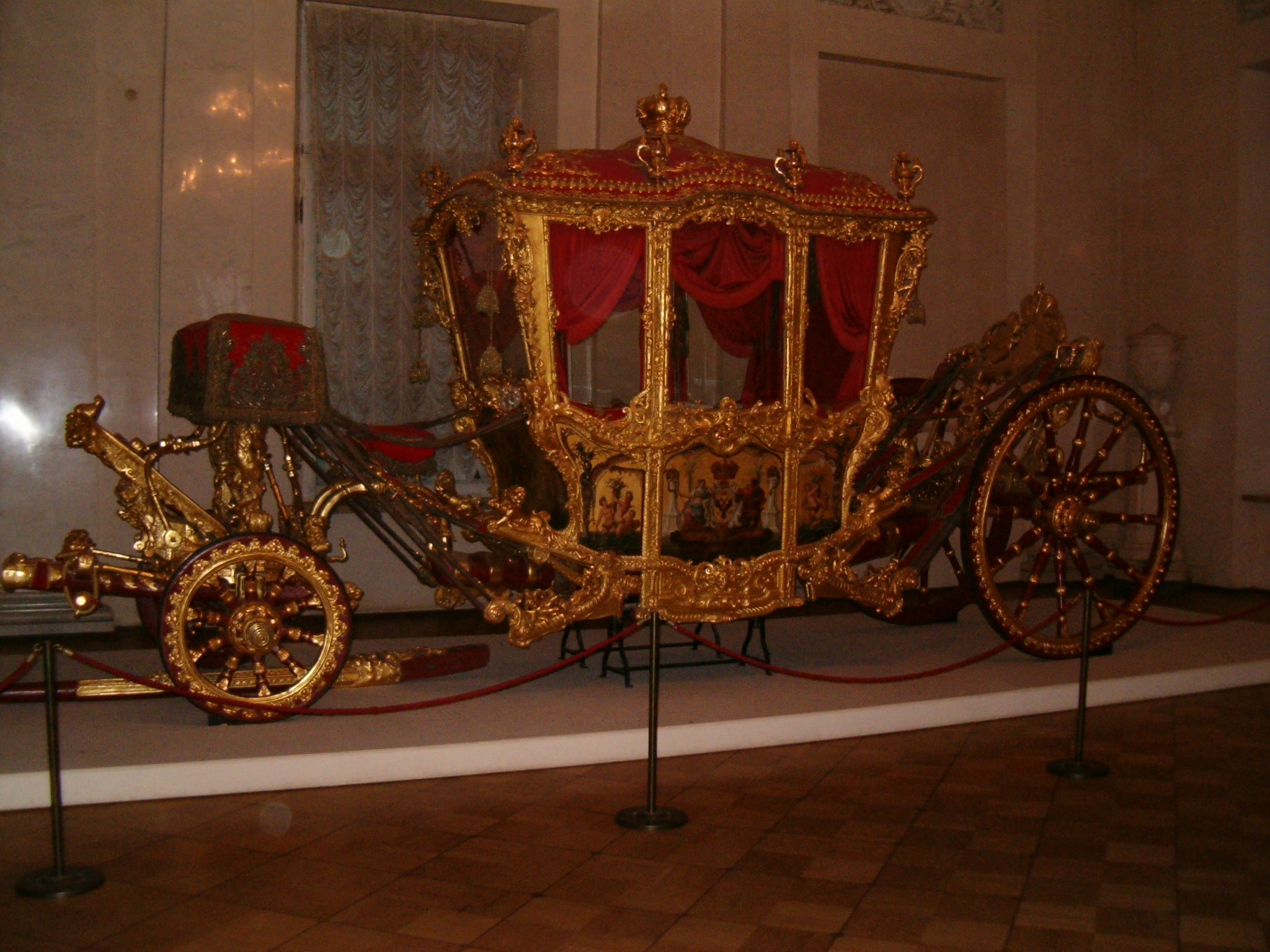
A cári hintó
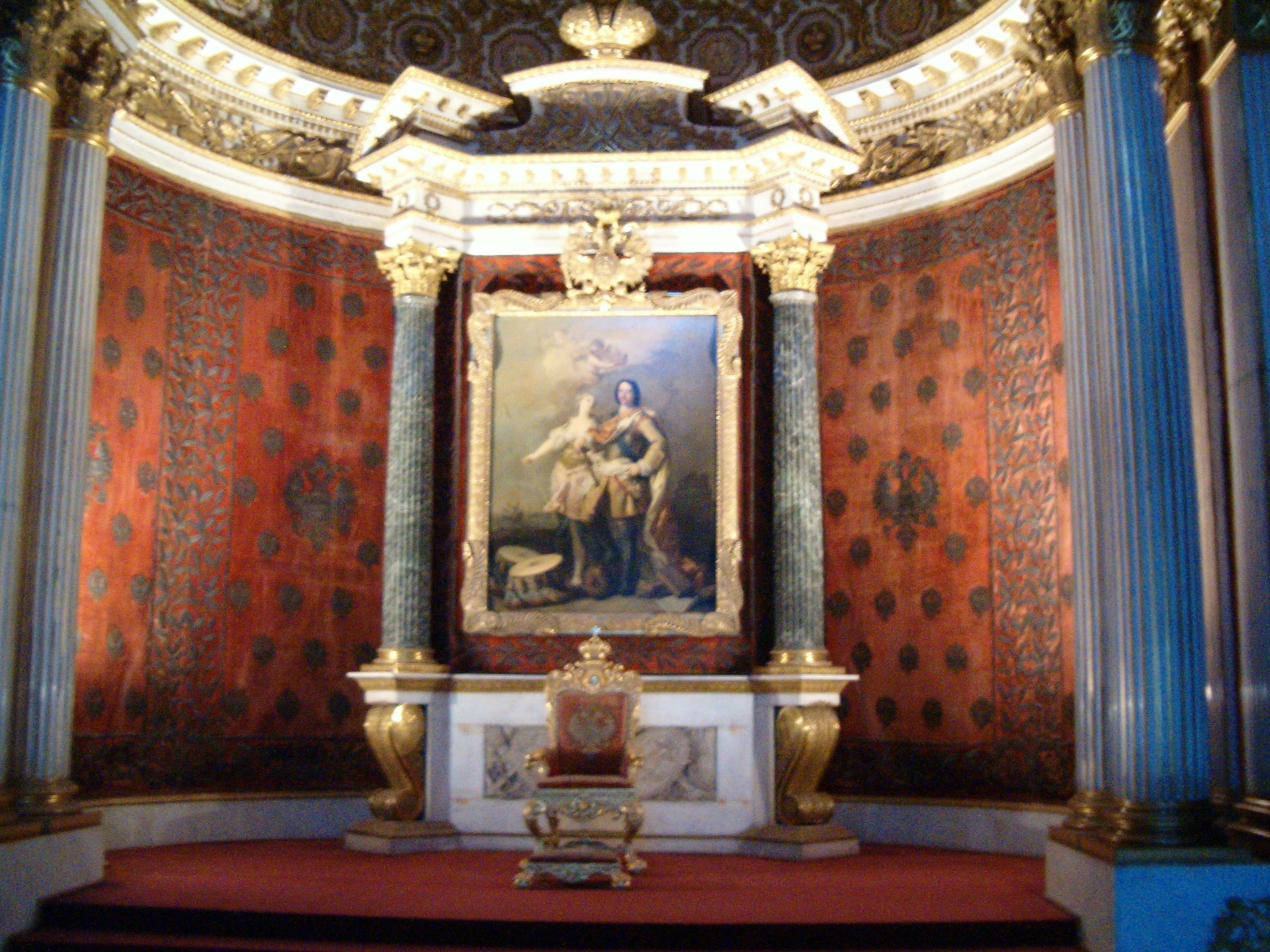
A trónterem
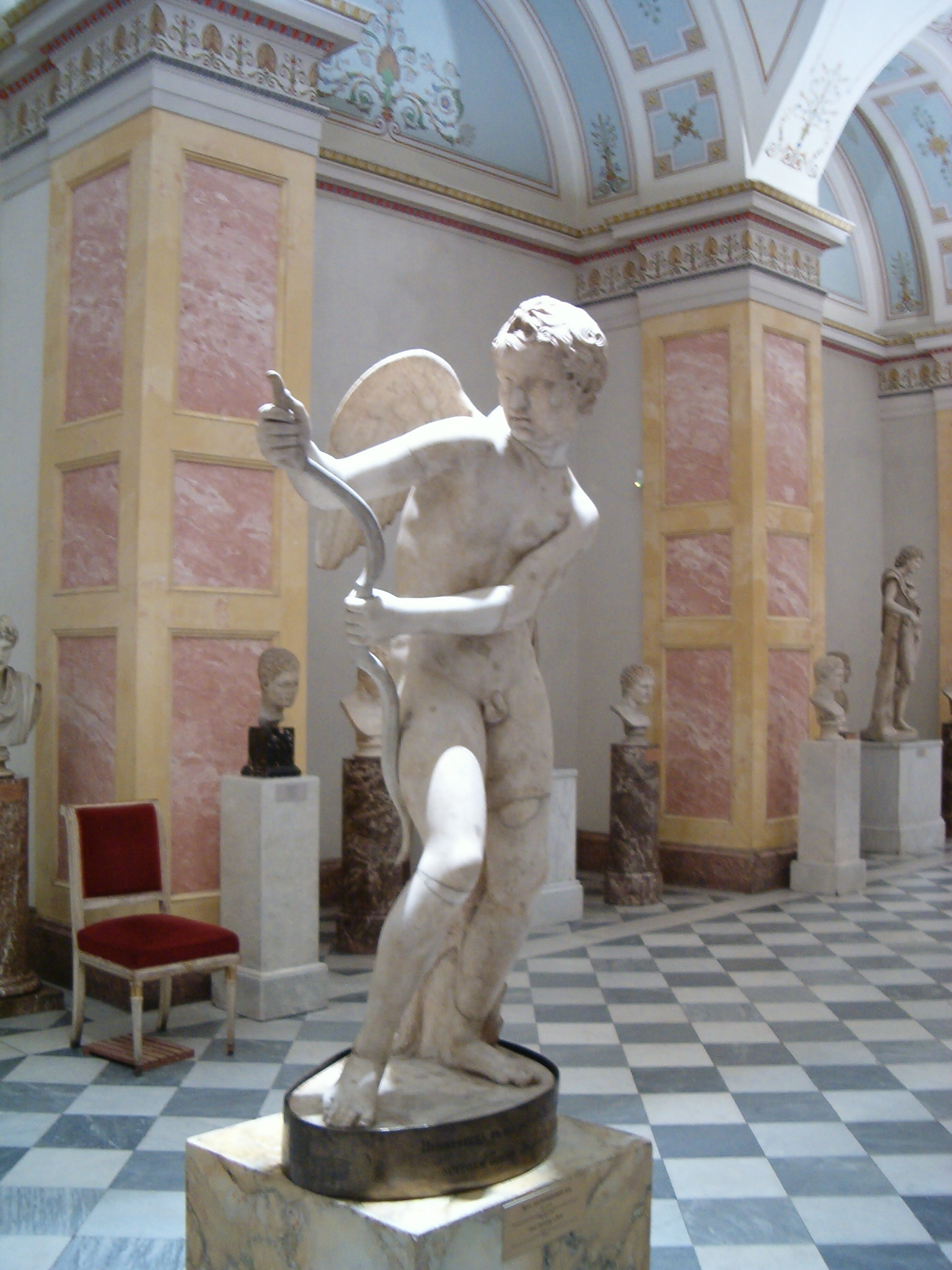
Ámor
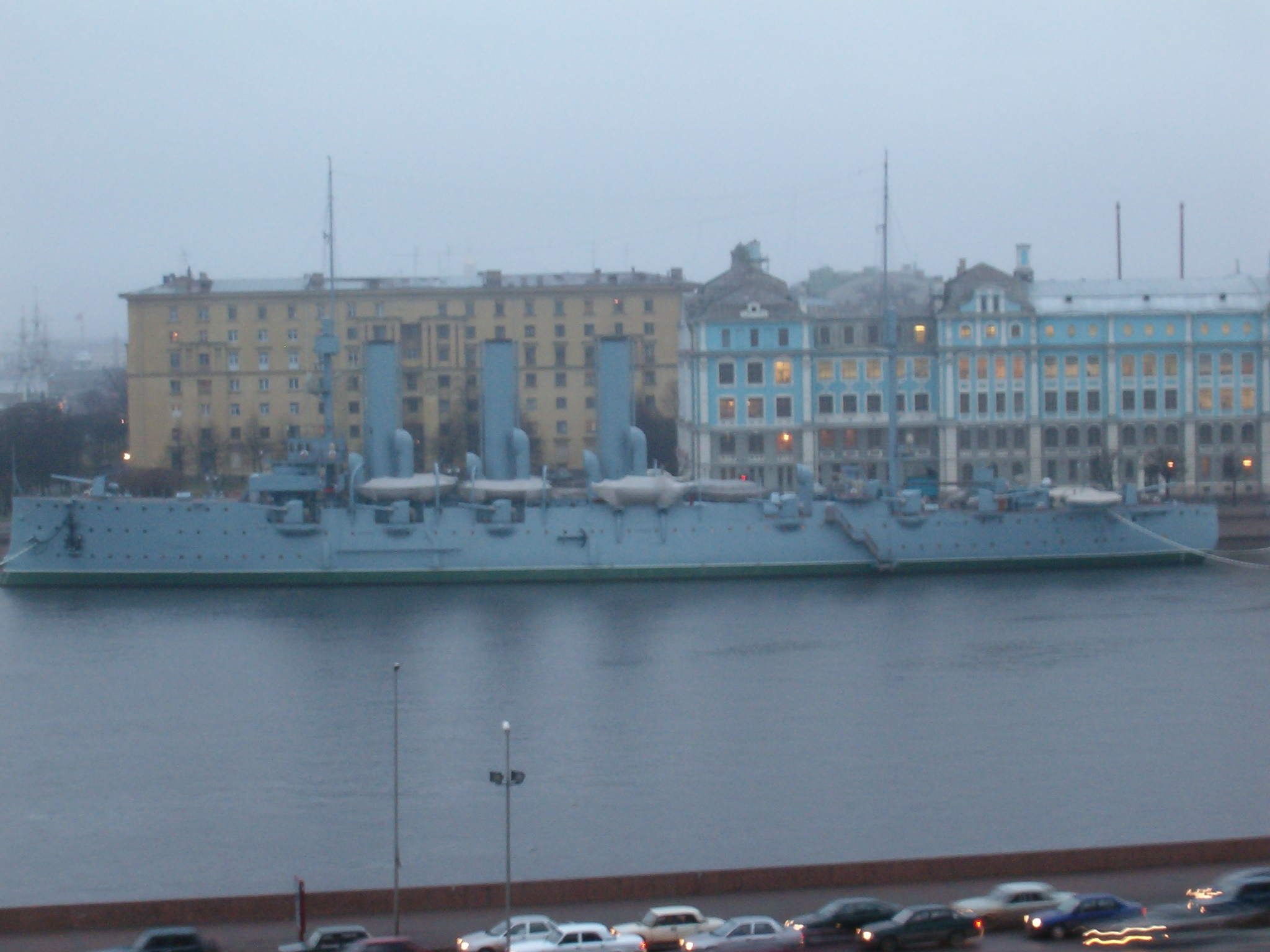
Az Auróra – sosem lőtte a Téli Palotát